# Liste der Stolpersteine in Schwandorf

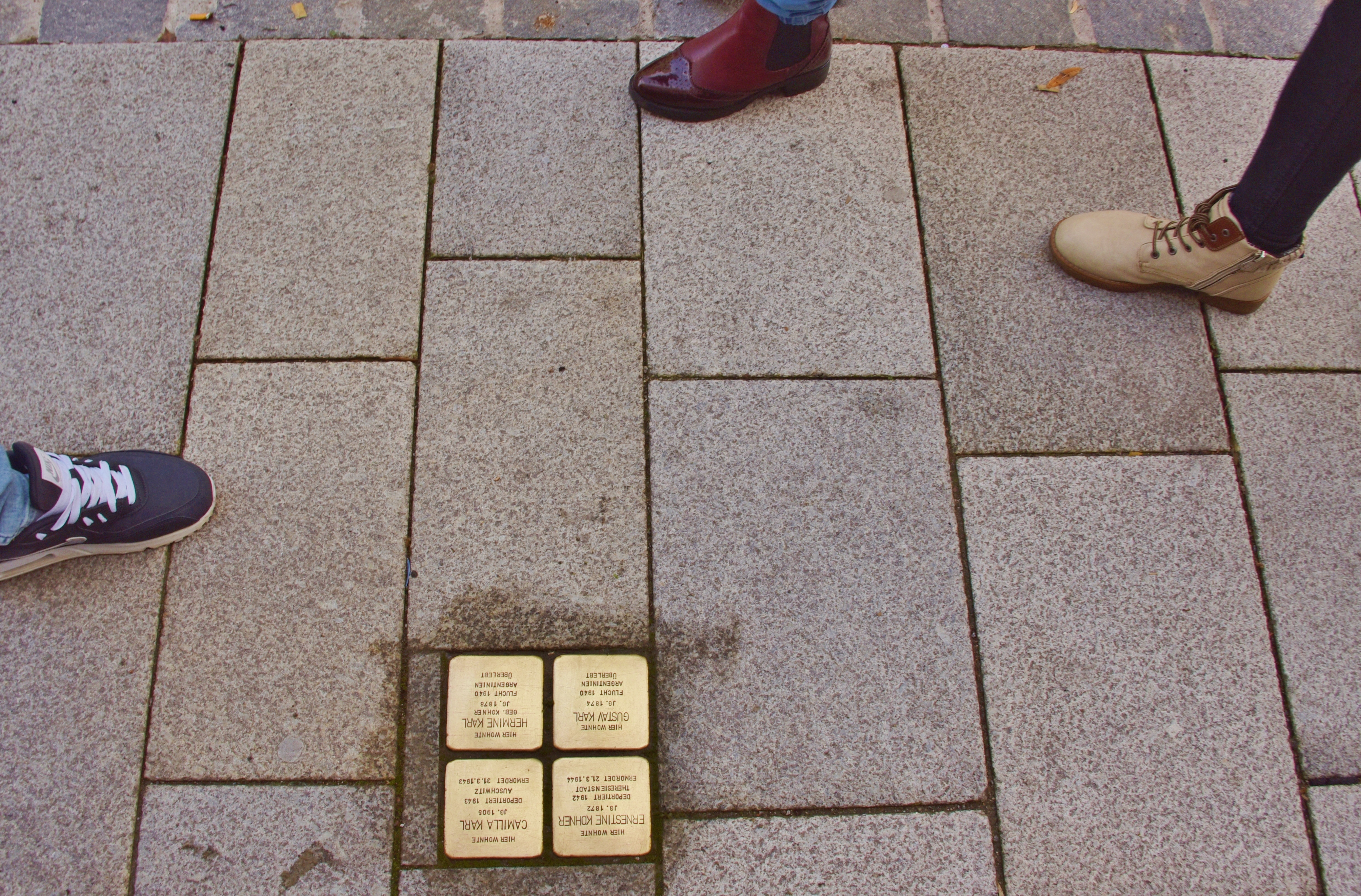
Stolpersteine in Schwandorf

Die Liste der Stolpersteine in Schwandorf enthält die Stolpersteine, die im Rahmen des gleichnamigen Kunstprojekts von Gunter Demnig in Schwandorf verlegt wurden. Mit ihnen soll Opfern des Nationalsozialismus gedacht werden, die in Schwandorf lebten und wirkten.

## Schwandorf
| Stolperstein | Inschrift | Verlegeort                   | Name, Leben            |
| ------------ | --- | ---------------------------- | ---------------------- |
|              | HIER WOHNTE FANNY BLOCH JG. 1873 DEPORTIERT 1942 THERESIENSTADT ERMORDET 21.5.1943                               | Dr.-Martin-Luther-Straße 2 · | Fanny Bloch            |
|              | HIER WOHNTE MORITZ BLOCH JG. 1873 DEPORTIERT 1942 THERESIENSTADT ERMORDET 26.3.1943                              | Dr.-Martin-Luther-Straße 2 · | Moritz Bloch           |
|              | HIER WOHNTE AMANDA FRIEDMANN GEB. GOLDMANN JG. 1871 FLUCHT 1939 KUBA ÜBERLEBT                                    | Friedrich-Ebert-Straße 13 ·  | Amanda Friedmann       |
|              | HIER WOHNTE BRUNO FRIEDMANN JG. 1894 FLUCHT 1939 KUBA ÜBERLEBT                                                   | Friedrich-Ebert-Straße 13 ·  | Bruno Friedmann        |
|              | HIER WOHNTE GEORG FRIEDMANN JG. 1897 FLUCHT 1939 KUBA ÜBERLEBT                                                   | Friedrich-Ebert-Straße 13 ·  | Georg Friedmann        |
|              | HIER WOHNTE JAKOB FRIEDMANN JG. 1862 GEDEMÜTIGT / ENTRECHTET TOT 30.1.1937                                       | Friedrich-Ebert-Straße 13 ·  | Jakob Friedmann        |
|              | HIER WOHNTE LILIAN BERTA FRIEDMANN JG. 1906 FLUCHT 1939 KUBA ÜBERLEBT                                            | Friedrich-Ebert-Straße 13 ·  | Lilian Berta Friedmann |
|              | HIER WOHNTE BERTA FROMMER GEB. BLOCH JG. 1903 DEPORTIERT 1943 THERESIENSTADT ERMORDET 6.9.1943 AUSCHWITZ         | Dr.-Martin-Luther-Straße 2 · | Berta Frommer          |
|              | HIER WOHNTE INGEBORG FROMMER JG. 1926 DEPORTIERT 1943 THERESIENSTADT ERMORDET 6.9.1943 AUSCHWITZ                 | Dr.-Martin-Luther-Straße 2 · | Ingeborg Frommer       |
|              | HIER WOHNTE CAMILLA KARL JG. 1905 DEPORTIERT 1943 AUSCHWITZ ERMORDET 31.3.1943                                   | Friedrich-Ebert-Straße 12 ·  | Camilla Karl           |
|              | HIER WOHNTE GUSTAV KARL JG. 1874 FLUCHT 1940 ARGENTINIEN ÜBERLEBT                                                | Friedrich-Ebert-Straße 12 ·  | Gustav Karl            |
|              | HIER WOHNTE HERMINE KARL GEB. KOHNER JG. 1878 FLUCHT 1940 ARGENTINIEN ÜBERLEBT                                   | Friedrich-Ebert-Straße 12 ·  | Hermine Karl           |
|              | HIER WOHNTE ERNESTINE KOHNER JG. 1872 DEPORTIERT 1942 THERESIENSTADT ERMORDET 21.3.1944                          | Friedrich-Ebert-Straße 12 ·  | Ernestine Kohner       |
|              | HIER WOHNTE FRIEDA WALDMANN JG. 1905 FLUCHT 1941 ECUADOR ÜBERLEBT                                                | Höflinger Straße 2 ·         | Frieda Waldmann        |
|              | HIER WOHNTE KAROLINA WALDMANN JG. 1855 UNFREIWILLIG VERZOGEN 1941 REGENSBURG GEDEMÜTIGT/ENTRECHTET TOT 22.1.1941 | Höflinger Straße 2 ·         | Karolina Waldmann      |
|              | HIER WOHNTE LOUIS WALDMANN JG. 1877 GEDEMÜTIGT/ENTRECHTET FLUCHT IN DEN TOD 31.7.1938                            | Höflinger Straße 2 ·         | Louis Waldmann         |
|              | HIER WOHNTE SELMA WALDMANN GEB. SELIGMANN JG. 1879 FLUCHT 1941 ECUADOR ÜBERLEBT                                  | Höflinger Straße 2 ·         | Selma Waldmann         |

## Verlegedatum
Die Stolpersteine von Schwandorf wurden von Gunter Demnig am 23. April 2013 verlegt.